# جويل هوسين
جويل هوسين (بالفرنسية: Joël Houssin)‏ (و. 1953  م) هو كاتب سيناريو، وكاتب، وكاتب خيال علمي فرنسي، ولد في باريس.

## جوائز
حصل على جوائز منها:

Grand prix de l'Imaginaire ‏

## وصلات خارجية
- جويل هوسين على موقع IMDb (الإنجليزية)
- جويل هوسين على موقع ألو سيني (الفرنسية)
- جويل هوسين على موقع أول موفي (الإنجليزية)
- جويل هوسين على موقع قاعدة بيانات الفيلم (الإنجليزية)
- جويل هوسين على موقع كينوبويسك (الروسية)